# Колледж Фура-Бей
Колледж Фура-Бей (англ. Fourah Bay College) — высшее учебное заведение во Фритауне, Сьерра-Леоне, основанное в 1827 году и ставшее первым высшим учебным заведением Западной Африки.
Колледж был основан англиканским «Церковным миссионерским обществом» под названием заведение Фура-Бей (англ. Fourah Bay Institution), а современное название приобрёл в 1848 году. Заведение действовало в тестном контакте с «Обществом за запрещение африканской работорговли» и другими аболиционистами британской колонии Сьерра-Леоне. В Фура-Бее подготавливали священников, миссионеров и учителей из числа местного населения.
Изначально образование в колледже было теологическим, и он не пользовался популярностью и даже был временно закрыт в 1859—1963 годах. Африканские националисты, такие как Дж. А. Хортон и Э. У. Блайден, хотели сделать колледж светским учебным заведением по образцу западно-европейских университетов, а «Церковное миссионерское общество» было против. Благодаря поддержке исполняющего обязанности губернатора Сьерра-Леоне Дж. П. Хеннесси националистам удалось отстоять свой план, и в 1876 году колледж был ассоциирован с Даремским университетом.
На протяжении следующих 90 лет программа обучения в Фура-Бей устанавливалась в Дареме, а дипломы колледжа признавались во всей Британской империи. Тем не менее, программа оставалась по большей части теологической, и предложенные националистами дисциплины, такие как сельское хозяйство, экономика и медицина, не преподавались. Колледж оставался довольно маленьким — на 1943 год в нём было 6 преподавателей, поровну белых и чёрных, а также 25 студентов, из которых 20 учились по университетской программе, а 5 — на миссионеров. При этом только половина учащихся на университетской программе была из Сьерра-Леоне.
В 1961 году Сьерра-Леоне обрело независимость от Великобритании, и в 1966 году связь с Даремским университетом была оборвана. В том же году был объединён с созданным двумя годами ранее Колледжем Нджала и стал головной частью Университета Сьерра-Леоне. Дэвидсон Никол стал первым директором колледжа из коренного населения.